# Leccionario 204
El Leccionario 204, designado por la sigla ℓ 204 (en la numeración Gregory-Aland), es un manuscrito griego del Nuevo Testamento. Paleográficamente ha sido asignado al siglo XI.

## Descripción
El códice contiene enseñanzas de los Evangelios de Juan, Mateo, Lucas, en 305 hojas de pergamino (23 cm por 17,5 cm). El texto está escrio en letras griegas minúsculas, en una columna por página, 10 líneas por página. Contiene notas musicales.

## Historia
Frederick Henry Ambrose Scrivener y Caspar René Gregory datan el manuscrito del siglo XI, el Instituto de Investigación Textual del Nuevo Testamento lo relaciona también con el siglo XI. Se añadió a la lista de los manuscritos del Nuevo Testamento por Scrivener (número 212). Caspar René Gregory lo vio en 1883. El manuscrito no se cita en las ediciones del Nuevo Testamento griego (UBS3). Actualmente, el códice se encuentra en la Biblioteca Bodleiana, en Oxford, Inglaterra.